# Вышково
Вы́шково (укр. Вишковe) — посёлок в Хустском районе Закарпатской области Украины. Административный центр Вышковской поселковой общины.

## Географическое расположение
Посёлок расположен на левом берегу Тисы, в 25 км от районного центра и железнодорожной станции Хуст. Местность, где расположено Вышково, была заселена в глубокой древности. Так, вблизи села Шаян обнаружены два поселения эпохи раннего и позднего палеолита (50 и 30—20 тыс. лет тому назад), а на окраине Вышкова найден клад бронзовых изделий эпохи поздней бронзы (конец II тысячелетия до н. э.). Здесь же над Тисой расположено городище (XI—XIII вв. н. э.).

## Население

### Языковой состав
Родной язык населения по данным переписи 2001 года:
| Язык       | Численность, чел. | Доля     |
| ---------- | ----------------- | -------- |
| Украинский | 4 327             | 53,14 %  |
| Венгерский | 3 685             | 45,26 %  |
| Русский    | 113               | 1,39 %   |
| Другое     | 17                | 0,21 %   |
| Итого      | 8 142             | 100,00 % |

## История
Первое письменное упоминание о Вышкове относится к 1271 г., когда венгерский король Иштван V подарил его братьям Мике и Штефану Чепанам из рода Гунт-Пазмань (потом Ласло IV 1273 и Эндре III 1291 утверждали). Укрепляя свои владения, они соорудили неподалёку от села, на горе Варгедь, земляную крепость. Главным назначением Вышковской крепости являлась охрана соляных копей Мармароша и контроль над перевозкой соли по Тисе. В 1300—1350 гг. крепость стала центром Мармарошского комитата и перешла во владение казны. Тут же находился и комес (правитель) комитата Микулаш Пок. Однако несовершенные оборонительные сооружения Вышковской крепости со временем перестали соответствовать своему назначению, после чего функции защиты соляных копей и контроля над путями сообщения перешли к Хустскому замку. Во второй половине XIII в. в Вышкове была сооружена одна из первых в Закарпатье каменных церквей. За её крепкими стенами пряталось население в период вражеских нападений. Вышковская церковь сохранилась до наших дней и является оригинальным памятником архитектуры.
В 1329 году Вышково получило статус коронного города, подтверждённый ему в 1427 году. Жители города освобождались от натуральных и денежных поборов в пользу феодала и получили право свободного переселения в другие местности, но были обязаны платить налоги и выполнять повинности в пользу казны. Несмотря на то, что Вышково имело статус города, большинство его населения занималось земледелием и животноводством.
В начале XVI в. здесь поселились немецкие колонисты — ремесленники, которым король предоставил значительные привилегии. Когда в Венгрии в 1514 г. вспыхнула крестьянская война под предводительством Дьердя Дожи, многие жители Вышкова приняли в ней участие. После подавления крестьянской войны на бунтарские города, к которым было отнесено и Вышково, король наложил большую контрибуцию. Так, в 1519 г. жители Вышкова уплатили «компенсацию» крупному помещику и торговцу солью из Хуста Миклошу Бараловичу.
В XVI—XVII вв. в Вышкове наряду с земледелием развивалось ремесло. Здесь жили ремесленники разных специальностей: кузнецы, сапожники, портные, мясники, гончары, пивовары, ювелиры, столяры, мельники, шорники. Значительное развитие получило ткачество. Ремесленники сбывали свою продукцию на местном рынке и ярмарках, собиравшихся в городе довольно часто. Кроме того, многие жители работали на Солотвинских соляных копях. Население Вышкова как коронного города пользовалось некоторыми привилегиями: правом свободного пользования землёй и выпаса скота в королевских лесах, ловли рыбы в Тисе, беспошлинной торговли и др. Взамен оно должно было поставлять провиант для гарнизона Хустского замка, перевозить соль из Солотвинских соляных копей и выполнять другие повинности. Жители пяти коронных городов Мармарошского комитата в жалобе 1593 г. писали, что их принуждали привозить вино из Венгрии, требовали уплаты натуральной дани за выпас в лесах скота и выполнения разных работ в замке. Крестьяне также были обязаны платить налоги в пользу казны и поборы в пользу церкви.
В середине XVII в. Вышково стало местом важных событий. В 1656—1657 гг. князь Дьердь II Ракоци по договоренности со шведским королём Карлом XI и Б. Хмельницким выступил со своим войском против шляхетской Польши. Зимой 1656—1657 гг. трансильванская армия расположилась на окраине города. 14 января 1657 г. здесь заседало государственное собрание Трансильвании, одобрившее планы князя Дьердя II Ракоци. Однако поход оказался неудачным. Армия Дьердя II Ракоци была разгромлена польским войском, которое вторглось в Закарпатье и опустошило много городов и сёл. Была сожжена также большая часть Вышкова, где осталось 100 дворов и 400 жителей.
В 1675 г. северную часть города снёс паводок. В конце XVII в., когда Закарпатье было захвачено австрийскими Габсбургами, на Мармарощине разместились отряды немецких войск. В Вышкове находился отряд рейтаров, контролировавший перевоз соли по Тисе. В период освободительной войны венгерского народа 1703—1711 гг. жители Вышкова поддерживали повстанцев-куруцев. В 1705 г. 40 вышковцев вступили в повстанческие отряды. Когда в 1717 г. в Закарпатье ворвались орды крымских татар, действовавшие на стороне Турции в войне против Австрии, население города совместно с гарнизоном Хуста мужественно сражалось против них. На окраине Вышкова татарские отряды были разгромлены. Отступая, они опустошили значительную часть города и убили многих жителей. Во второй половине XVIII — первой половине XIX в. в Вышкове по-прежнему развивались сельские промыслы. Оно славилось изготовлением тканей из льна, которые продавались на рынках Закарпатья и в центральных районах Венгрии и Трансильвании. Рост земледелия, наличие обширных лугов и пастбищ содействовали увеличению количества крупного рогатого скота, с чем было связано развитие сапожного промысла. Значительная часть посевной площади здесь отводилась под посевы льна и конопли. Вышково продолжало пользоваться правом беспошлинной торговли и проведения ярмарок, на которых реализовались ремесленные изделия, хлеб, скот и другие товары. С развитием товарно-денежных отношений увеличилась роль извозного и сплавного промыслов. Так, во второй половине XVIII в. в городе насчитывалось 104 извозчика, имевших в своём распоряжении более 400 лошадей, и 53 плотогона. Значительная часть населения была занята перевозкой и сплавом казённой соли по Тисе. В первом десятилетии XIX в. на лесных разработках здесь работали 26 рабочих, в основном, выходцев из Австрии.
Жители Вышкова длительное время боролись за то, чтобы в городе открыли школу. В середине XVII в. при реформатской церкви начала действовать школа с венгерским языком обучения. В 1824 г. появилась школа для украинского населения.
В 1950-х годах возле Вышкова была обнаружена ртуть. Предприятие по переработке было основано в 1969 году как металлургический комбинат по производству ртути. В связи с отработкой запасов ртутных руд с 1980 года завод начал переориентацию на порошковую металлургию титана. В 1986 году были завершены строительство и запуск в эксплуатацию цеха по производству порошков титана и спеченных изделий на основе порошкового титана.
В 1994 году предприятие путём корпоратизации преобразовано в открытое акционерное общество «Закарпатский металлургический завод». Собственниками акций являются юридические и физические лица. По данным АРИФРУ на ноябрь 2006 г. основные акционеры: ООО «Финансовая компания „Декра“ (г. Ивано-Франковск) — 29,67 %; компания „Koster Holding B.V.“ (Королевство Нидерланды) — 13,0001 %; компания А/TMZ Holding B.V. (Королевство Нидерланды) — 13,0003 %.; физическим лицам принадлежит 24,93 %.
В мае 1995 года Кабинет министров Украины утвердил решение о приватизации металлургического завода.
В 2004 году село Вышково получило статус поселка городского типа.
В 2005 г. чистый доход «Закарпатского металлургического завода» составил 3 млн. 123,4 тыс. грн., чистая прибыль — 215,5 тыс. грн. В настоящий момент комбинат признан банкротом.
Около Вышкова, в районе ручья Ракош, разрабатывали туфы, из которых получают облицовочные плиты. Там же, в отвалах, иногда в полостях туфа встречаются друзы кварца, отдельные кристаллы которого могут достигать 5 см в длину.

## Памятники и памятные места
Реформатский храм XIII—XIV столетия. Храм относится к типу укреплённых храмов, состоит из нефа и пятистенной апсиды. Бросается в глаза кубическая масса основного нефа — конфигурация крыши.
Уроженцем Вышкова является Иштван Лашшу (1797—1852) — один из основателей статистики в Венгрии. Его перу принадлежит географическое описание России, вышедшее в 1827 г. на венгерском языке. За научную деятельность И. Лашшу был избран членом-корреспондентом Венгерской Академии наук. На доме, в котором он родился и некоторое время жил, в 1996 г. была установлена мемориальная доска.
Летом в парке всегда приятно отдохнуть под журчание струй фонтана. В парке находятся памятники жертвам Мировых войн. В 7-ми километрах от Вышкова на юг расположено село Шаян.
Местонахождение достопримечательностей можно увидеть на плане, который находится в центральной части Вышкова. Также в Вышкове находится этнографический музей, размещенный в деревянном доме. Туристы могут совершить экскурсию на бричке, запряженной великолепными лошадьми.

## Галерея
- План Вышково
- Памятник
- Центральная площадь
- Озеро
- Памятник